# Studenčice, Radovljica
Studenčice este o localitate din comuna Radovljica, Slovenia, cu o populație de 97 de locuitori.